# 拜沃
拜沃（法語：Baives，法語發音：[bɛv]）是法国上法蘭西大區北部省的一个市镇，属于埃尔普河畔阿韦讷区。

## 地理
拜沃（50°3'47"N, 4°12'11"E）面积7.98 平方千米，位于法国上法蘭西大區北部省，该省份为法国最北部的省份及最长的省份，西北濒北海，西接加来海峡省，南至埃纳省和索姆省，东与比利时接壤。
与拜沃接壤的市镇（或旧市镇、城区）包括：穆斯捷昂法涅、瓦莱尔昂法涅、莫米尼、希迈。

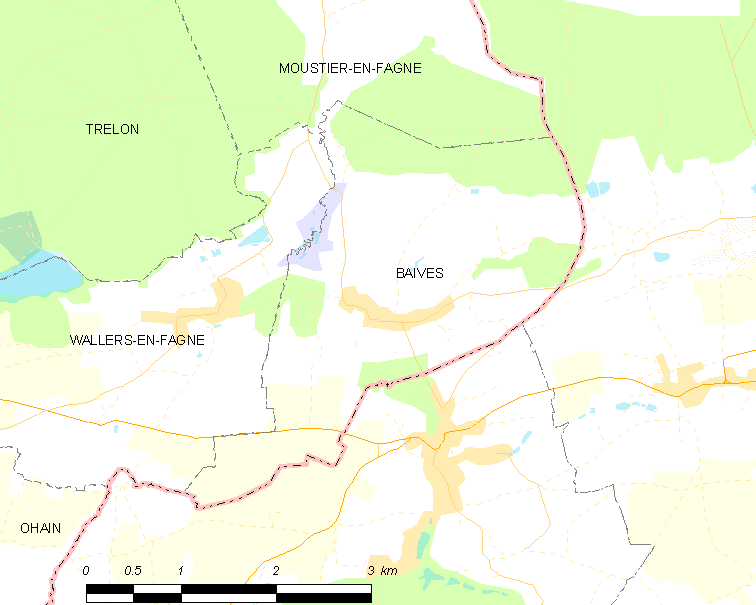
拜沃的OSM定位图

拜沃的时区为UTC+01:00、UTC+02:00（夏令时）。

## 行政
拜沃的邮政编码为59132，INSEE市镇编码为59045。

## 政治
拜沃所属的省级选区为富尔米县。

## 人口

1962-2008年间拜沃人口变化图示

拜沃于2022年1月1日时的人口数量为161人。